# لغات اليابان
تعتبر اللغة اليابانية (日本語؛نيهون غو) هي أكثر لغة إستخداماً في اليابان حالياً، تتكون من عدة لهجات موزعة حسب المناطق الجغرافية للبلاد منها لهجة طوكيو التي تمثل اللغة اليابانية الرسمية، بالإضافة إلى هذه اللغة أستخدمت مجموعة لغات أخرى تاريخياً ولايزال بعضها محكياً إلى الآن لكن بنسبة قليلة جداً منها مجموعة اللغات التابعة لجزر ريوكيو (الريوكيوية) ومجموعة لغات الآينو.
ظهرت في جنوب اليابان اللغات الريوكيوية في اوكيناوا وأجزاء من كاغوشيما في جزر ريوكيو حيث انها أخذت إسمها منها، وتنتمي هذه اللغات إلى أسرة اللغات الجابونية  لكنها منفصلة عنها هيكلياً وغير مفهومة من قبل متحدثي اللغات يابانية الأخرى أو حتى بين اللغات المختلفة من نفس العائلة، تم تصنيف اللغات الريوكيوية من قبل اليونيسكو على انها من لغات مهددة بالانقراض.
وفي أقصى شمال اليابان تحديداً في هوكايدو تظهر لغة الأينو التي يتكلم بها أفراد شعب الآينو والذين يعتبرون سكان جزيرة هوكايدو الأصليين، لغة الآينو معزولة لا تندرج تحت أي عائلة لغوية، بل هي في حد ذاتها مجموعة منفصلة متكونة من عدة لغات لشعوب الآينو التي سكنت جزر الكوريل وسخالين لكنها إنقرضت جميعها ولم تتبقى إلا لغة سكان هوكايدو ومنذ فترة ميجي شاع استخدام اللغة اليابانية بين شعب الآينو ولهذا صنفت اليونسكو لغة الآينو أيضاً على أنها مهددة بالإنقراض
إضافةً إلى هذه اللغات توجد لغات أخرى مثل الأوروك [الإنجليزية]، ايفينكي ونيفخ [الإنجليزية] أستخدمت في مناطق جنوب جزيرة سخالين التي كانت تحت السيطرة اليابانية واصبحت اقرب أكثر إلى الإنقراض ثم بعد استعادة الاتحاد السوفييتي السيطرة على المنطقة من اليابانيين هاجر بعض من متحدثي هذه اللغات إلى بر اليابان الرئيسي وما زالت ذريتهم موجودة إلى الآن لكن بأعداد قليلة جداً.
كما وتستخدم لغات أخرى مثل الكورية والصينية من قبل بعض المقيمين في اليابان من أصول أجنبية.

## تاريخياً
تشير الأدلة التاريخية إلى أن البشر سكنوا اليابان وجزرها منذ بداية العصر الحجري القديم، ويعتقد أن هؤلاء البشر إمتلكوا لغة وتحدثوا بها فيما بينهم لكن من غير المعروف ما نوع تلك اللغة، تم العثور على حروف تشير إلى وجود لغة مكتوبة في مواقع تنقيب العصر الحجري، ومع ذلك لا تزال هناك اراء مختلفة حول ماهيه تلك اللغة.
حتى القرن الثاني الميلادي ظهرت ملامح اللغة المنطوقة في اليابان في بعض الكتب الصينية التاريخية وازدادت بعد أن تم تبني نظام الكتابة الصيني وعمل سجلات لغوية في اليابان ولاحقاً تم إستحداث أبجديات يابانية خاصة مثل الهيراغانا والكاتاكانا كأسلوب تبسيطي للحروف الصينية الأصل.

### اللغات الريوكيوية
وصل نظام الكتابة الصيني إلى اللغات الريوكيوية في القرن الثالث عشر، وما قبل هذا الوقت ظلت تفاصيل هذه اللغات غير معروفة جيداً، لكن تشير بعض السجلات في القرن الرابع عشر إلى أن الهدايا التي كانت تصل إلى الصين من جزر ريوكيو كانت تستخدم حروف الهيراغانا في الكتابة وهو ما يدل على ان هذه اللغات ارتبطت مع اللغة اليابانية الرئيسية ذلك الوقت.

### لغات الآينو
بعض المناطق في توهوكو وما حولها أخذت اسمائها من لغة الآينو، من المعروف أيضاً أن لغة الآينو أستخدمت من قبل السكان الأصليين لبعض المناطق مثل هوكايدو، كارافوتو وجزر الكوريل، لكن يعتقد ايضأ أن بعض سكان الجزء الشرقي من البر الرئيسي في اليابان استخدموا لغات الآينو في فترة ما، ووفقاً لسجلات القرن السادس عشر، لغات الآينو لم تحتوي على أبجدية حتى القرن التاسع عشر عندما بدأت في استخدام حروف الكاتاكانا.

### لغة الاوروك
تبين السجلات التاريخية بأن لغة الاوروك أستخدمت في اواخر عصر إيدو في هوكايدو، كارافوتو وجزر الكوريل أيضاً، ومع ذلك لا يوجد سوى عدد قليل من متكلمي هذه اللغة في اليابان حالياً.

### لغة نيفخ
كما في لغة الاوروك، استعملت لغة نيفخ في هوكايدو، كارافوتو وجزر الكوريل والمناطق على إمتداد نهر آمور، ومن غير المعلوم فيما إذا كان هناك من تبقى في اليابان من متكلمي هذه اللغة حتى الآن.

### اللغات الأوروبية
بسبب زيارات ووصول الاوروبيين إلى اليابان في القرون الوسطى دخلت إلى اللغة اليابانية بعض المصطلحات ذات الأصل الأجنبي.

## تصنيف اللغات التي ظهرت في اليابان
تقسم اللغات الشفوية التي تحدث بها السكان الاصليون في اليابان في الوقت الحاضر وخلال التاريخ إلى فرعين اساسيين من اللغات البشرية:
- اللغات الجابونية
  - اللغة اليابانية (مع لهجاتها)
    - اليابانية الهاتشيجو
    - اليابانية الشرقية
    - اليابانية الغربية
    - يابانية كيوشو

  - اللغات الريوكيوية
    - اللغات الريوكيوية الشمالية
      - امامي
      - كونيغامي
      - اوكيناوا

    - اللغات الريوكيوية الجنوبية
      - ميكايو
      - ياي-ياما
      - يوناغوني
- لغات الآينو
  - لغة اينو هوكايدو
  - لغة اينو الكوريل (منقرضة)
  - لغة اينو سخالين (منقرضة)

بالإضافة إلى هاتين العائلتين، هناك لغة الإشارة اليابانية، وأقليات من اصول كورية وصينية يشكلون 0.5% و 0.4% على التوالي من مجموع سكان اليابان والعديد منهم لايزالون يتكلمون لغاتهم العرقية الخاصة بينهم (زاينيتشي الكورية)، وأيضاً هناك تاريخ واضح في استخدام لغة الكانبون (الصينية الكلاسيكية) كلغة ادبية ودبلوماسية في اليابان والتي تركت بصمة لا تمحى على مفردات اللغة اليابانية على غرار استخدام اللغة اللاتينية في اوروبا، ولاتزال تعتبر الكانبون مادة دراسية الزامية في بعض المدارس الثانوية في اليابان.

## اقرأ أيضاً
- سكان اليابان
- لغات اسيوية
- اللغة اليابانية
- لهجات اللغة اليابانية